# 拉娅·科迪纳
拉娅·科迪纳·帕内达斯（西班牙語：Laia Codina Panedas；2000年1月22日—），西班牙女子足球运动员，司职中后卫，目前效力于阿森纳足球俱乐部和西班牙国家女子足球队。2023年，她代表西班牙参加国际足联女子世界杯并夺得冠军。2024年，她代表西班牙参与夏季奥林匹克运动会女子足球比赛。